# 基爾皮奇涅 (梅利托波爾區)
46°44′45″N 35°12′11″E / 46.74583°N 35.20306°E
基爾皮奇涅（烏克蘭語：Кирпичне）是位於烏克蘭東南部的村莊，由扎波羅熱州梅利托波爾區的諾韋市鎮負責管轄。該村始建於1831年，面積1.04平方公里，海拔高度21米，2001年人口239，人口密度每平方公里229.8人。